# Kathleen Robertson
Kathleen Robertson (Hamilton, Ontario; 8 de julio de 1973) es una actriz canadiense.

## Biografía
Su pasión por el mundo de la actuación le viene desde niña. Con tan sólo diez años le dijo a sus padres que su sueño era dedicarse a la interpretación. De esta forma, comenzó a tomar clases de actuación.

## Carrera

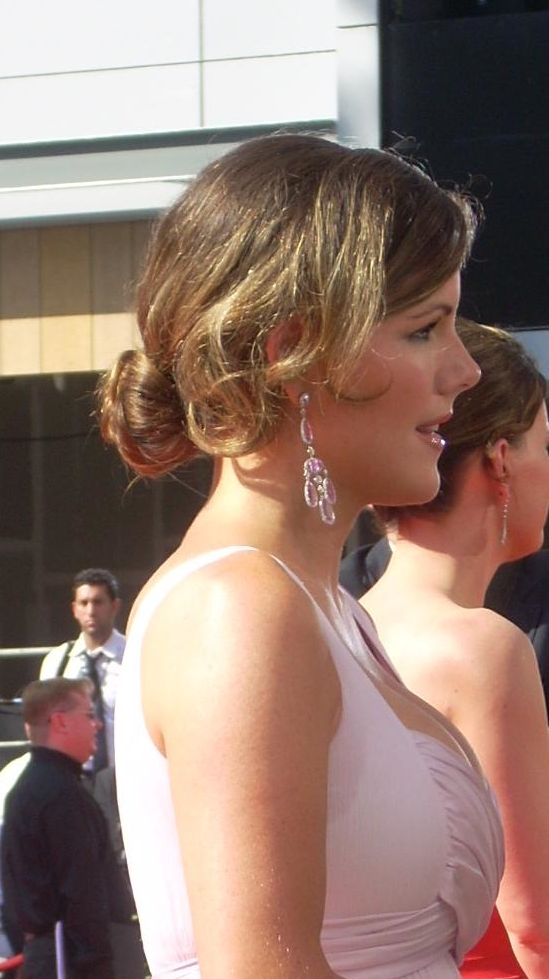
Robertson en los premios Emmy, 2008.

Su carrera dio sus primeros pasos en la televisión y el cine de su país. Sin embargo, durante un viaje a Los Ángeles, para asistir a un estreno, decidió quedarse y probar suerte en Estados Unidos.
Su debut en la gran pantalla se produjo con una pequeña participación en Blown Away, en 1992; al siguiente año acudió al casting de una serie que la hizo enormemente popular, Beverly Hills, 90210. Desde 1993 hasta 1997 estuvo interpretando el papel de Clare Arnold en la popular serie y luego comenzó a adquirir fama por sus papeles en las películas de Gregg Araki. Su trabajo no había obtenido reconocimiento hasta que inició, no sólo dentro de la pantalla, su colaboración con este director.
Su primera colaboración con Araki llegó en 1997, cuando le dio el papel de Lucifer en un grupo de aburridos y muy excitados adolescentes de Los Ángeles en la película Nowhere. Actriz y director volvieron a trabajar juntos dos años después, cuando Robertson protagonizó el centro de un triángulo amoroso en Splendor, un homenaje de Araki a las comedias románticas. 
En 1999, Kathleen apareció en Dog Park, otra comedia romántica, dirigida por su compatriota Bruce McCulloch y en Kids in the Hall. Al tiempo que su perfil cinematográfico no paraba de crecer, la actriz se convirtió en noticia al anunciar su relación sentimental con Gregg Araki, una relación que sorprendió a muchos ya que el director, durante años, había reconocido abiertamente su homosexualidad. 
En 2000 apareció en dos películas, por un lado Psycho Beach Party, y por otro Beautiful, el debut en la dirección de Sally Field. 
Sus proyectos posteriores han sido bastante diferentes entre sí. Ha participado en Scary Movie 2, la loca parodia de películas de terror dirigida por Keenen Ivory Wayans, pero después ha retornado a territorios más serios con XX/XY.

## Filmografía
- Vatican Tapes (2015) como Dra. Richards
- Murder in the first (2014) (TV) como Hildy Mulligan
- Bates Motel (2014) (TV) como Jodi Wilson.
- Time of Death (2013) (TV) Como Jordan Price
- Boss (2012) (TV) como Kitty O'Neill
- Player 5150 (2008) como Elly.
- Tin Man (2007) (TV) como Azkadellia.
- Hollywoodland (2006) como Carol Van Ronkel .
- The Business (2006) (TV) como Julia Sullivan.
- Last Exit (2006) como Beth Welland.
- Law & Order: Criminal Intent (2005) (TV) como Darla Pearson.
- Control (2004) como Eden Ross.
- Until the Night (2004) como Elizabeth.
- Mall Cop (2004) como Donna.
- In the Dark (2003)(TV) como Rachel Speller.
- I Love Your Work (2003)como una periodista.
- Girls Club (2002) (TV) como Jeanie Falls.
- Torso: The Evelyn Dick Story (2002) (TV) como Evelyn Dick.
- Wilhelm, Wilhem, Where art Thou Wilhelm(2002)(TV) como Prudence St. Claire.
- XX/XY (2002) como Thea.
- I Am Sam (2001) como una camarera
- Scary Movie 2 (2001) como Theo.
- Speaking of Sex (2003) como Grace.
- Beautiful (2000) como Wanda Love, miss Tennessee.
- Psycho Beach Party (2000) como Rhonda.
- Splendor (1999) como Veronica.
- Dog Park (1998) como Cheryl.
- Beverly Hills, 90210 (1994-1997) (TV) como Clare Arnold.
- Nowhere (1997) como Lucifer.
- Burke's Law (1995) (TV) como Tracy Bird.
- Heaven Help Us (1994) (TV).
- In the Line of Duty: The Price of Vengeance (1994) (TV) como Susan Williams.
- The Hidden Room (1993) (TV) como Anne Morrison.
- Survive the Night (1993) (TV) como Julie.
- Quiet Killer alias Black Death (1992) (TV) como Sara Dobbs.
- Liar's Edge (1992) (TV) como Bobby Swaggart.
- Lapse of Memory alias Mémoire Traquée (1992) como Patrick.
- Blown Away (1992)como Darla.
- Northern Exposure (Doctor enAlaska) (TV)(1991), Temporada 3, episodio 3 como Cindy.
- Maniac Mansion (1990) serie de TV .... Tina Edison.
- Mi doble identidad (1988) serie de TV.

## Vida privada
Pintar es uno de sus aficiones, pero también le apasiona la fotografía y visitar galerías de arte. En la actualidad está casada con Chris Cowles, tienen un hijo y residen en Los Ángeles.